# Austromyrtus tenuifolia
Austromyrtus tenuifolia är en myrtenväxtart som först beskrevs av James Edward Smith, och fick sitt nu gällande namn av Karl Ewald Maximilian Burret. Austromyrtus tenuifolia ingår i släktet Austromyrtus och familjen myrtenväxter. Inga underarter finns listade i Catalogue of Life.